# Вигано (Милано)
Вигано је насеље у Италији у округу Милано, региону Ломбардија.
Према процени из 2011. у насељу је живело 850 становника. Насеље се налази на надморској висини од 109 м.